# Свети Криж (Липтовски Микулаш)
Свети Криж (слч. Svätý Kríž) насељено је мјесто са административним статусом сеоске општине (слч. obec) у округу Липтовски Микулаш, у Жилинском крају, Словачка Република.

## Становништво
| Година:    | 1994. | 2004.    | 2014.    | 2024.    |
| ---------- | ----- | -------- | -------- | -------- |
| Број људи: | 611   | 683      | 801      | 964      |
| Разлика:   |       | +11,78 % | +17,27 % | +20,34 % |

| Година:    | 2023. | 2024.   |
| ---------- | ----- | ------- |
| Број људи: | 938   | 964     |
| Разлика:   |       | +2,77 % |

Према подацима о броју становника из 2011. године насеље је имало 800 становника.